# Svatební oznámení

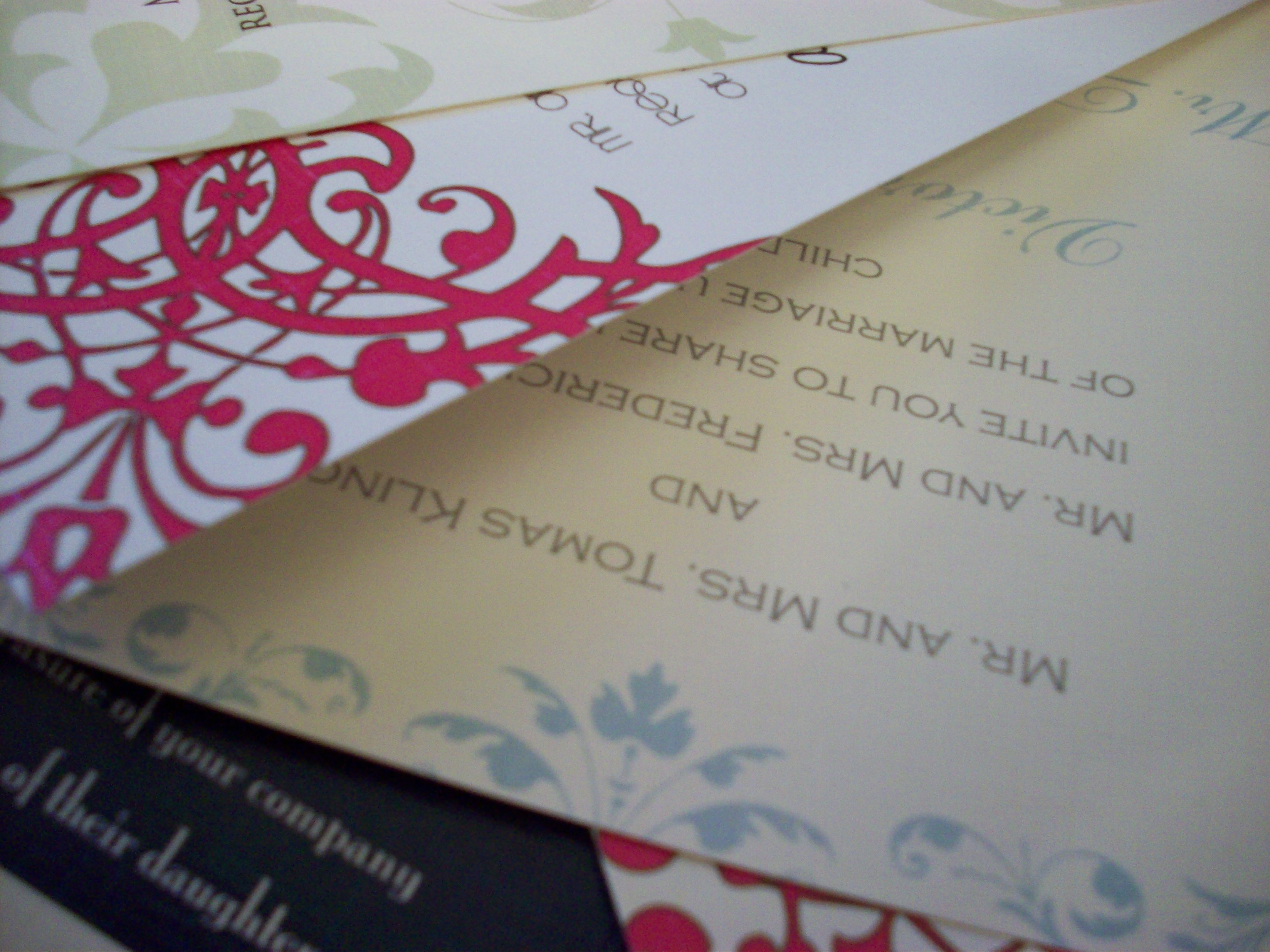
Svatební oznámení

Svatebním oznámením snoubenci oznamují svým blízkým a svému okolí kdy a kde se bude konat jejich svatba, případně že byli již oddáni.
Svatební oznámení může být ve formě textem potištěné jednoduché papírové karty až např. po luxusní krabičku se zdobením v podobě mašle či stuhy, nalepovacího diamantíku a štrasové sponky různého tvaru. Při výrobě svatebních oznámení se často využívá speciálních tiskových metod, kterými jsou ražba, slepotisk a výsek. 
Svatební oznámení snoubenci buď rozesílají nebo ho předávají osobně. Mnoho snoubenců zasílá svatební oznámení rovněž v elektronické podobě, zejména, pokud chtějí ušetřit či pouze informovat své vzdálenější známé.

## Formální náležitosti
- celé jméno ženicha a jeho adresa
- celé jméno nevěsty a její adresa (někdy je uvedeno pouze jméno křestní, nicméně v takovém případě už snoubenci obvykle všechny dotčené osoby vyrozumí předem nebo předávají oznámení osobně, aby bylo jasné, o koho se jedná)
- datum a čas obřadu
- místo konání obřadu

Další vhodné údaje na oznámení jsou:
- adresa/adresy snoubenců, kam lze zasílat gratulace
- citát

Spolu se svatebním oznámením se také doručuje pozvánka ke svatebnímu stolu a případně k večerní oslavě a tzv. RSVP-kartička, kterou host odešle zpět pro potvrzení své účasti. Řada snoubenců si nechává vyrobit i tzv. kartičku na dary, kde je obvykle formou vtipné básničky uvedena jejich žádost o finanční dary namísto těch hmotných. 
Svatební oznámení on-line, která jsou nabízena na komerční bázi, jsou již akceptovatelná, i když se stále považuje za vhodnější papírová forma. Seznam návrhů svatebních darů online (v různých cenových kategoriích) se naopak považuje za vhodný.

## Neformální náležitosti
Neformálně mohou snoubenci využít prostor v obálce se svatebním oznámením pro další texty a doplňky:
- životní motto
- báseň
- citát
- úryvek z knihy
- drobné kartičky se symboly
- menu na svatební hostině